# Голубцово (Первомайський район)
Голубцо́во (рос. Голубцово) — селище у складі Первомайського району Алтайського краю, Росія. Входить до складу Логовської сільської ради.

## Населення
Населення — 38 осіб (2010; 60 у 2002).
Національний склад (станом на 2002 рік):
- росіяни — 95 %